# Square de l'Abbé-Georges-Hénocque
Le square de l’Abbé-Georges-Hénocque est un square du quartier de la Maison-Blanche dans le 13e arrondissement de Paris.

## Situation et accès
Le square est situé sur le terre-plein central de la place de l'Abbé-Georges-Hénocque.
Il est desservi par la ligne 7 à la station Tolbiac.

## Origine du nom
Le square est nommé en l'honneur de l'abbé Georges Hénocque (1870-1959), aumônier de Saint-Cyr, résistant et déporté à Buchenwald.

## Historique
Le square qui a été créé en 1932 a été rénové en 2009.